# Sarahsaurus aurifontanalis
Il sarahsauro (Sarahsaurus aurifontanalis) è un dinosauro erbivoro appartenente ai sauropodomorfi. Visse nel Giurassico inferiore (Sinemuriano/Pliensbachiano, circa 195 milioni di anni fa) e i suoi resti fossili sono stati ritrovati in Nordamerica (Arizona). 

## Descrizione
Questo dinosauro è noto per alcuni esemplari, tra cui uno scheletro quasi completo e articolato (TMM 43646-2) che è stato definito come olotipo. Si conoscono anche un secondo scheletro parziale e un cranio quasi completo ma mal conservato (MCZ 8893); quest'ultimo esemplare era stato attribuito in precedenza a Massospondylus (Attridge et al., 1985). Sarahsaurus doveva essere un animale lungo circa 4 metri, dotato di forti zampe anteriori e di mani insolitamente grandi e potenti, con lunghi artigli. Il collo era lungo e la testa piccola. Tutti gli esemplari provengono dalla formazione Kayenta, nell'Arizona nordorientale.

## Classificazione
Sarahsaurus è stato descritto per la prima volta nel 2011, ed è stato considerato un sauropodomorfo basale, un sister group di quella linea evolutiva che milioni di anni prima condusse all'origine dei sauropodi veri e propri. In un'analisi cladistica successiva (Apaldetti et al., 2011) Sarahsaurus è stato considerato un membro dei Massopoda (che comprendono anche i massospondilidi e i veri sauropodi), e il suo più stretto parente potrebbe essere stato il sudafricano Ignavusaurus. Sarahsaurus è il terzo sauropodomorfo basale identificato in Nordamerica, dopo Anchisaurus (che include Ammosaurus) della valle del Connecticut e Seitaad della successiva Navajo Sandstone nello Utah. Si suppone che Sarahsaurus sia apparso in seguito a un evento di dispersione originatosi in Sudamerica, e che questo evento fosse separato dall'origine degli altri due sauropodomorfi nordamericani.

## Significato del nome
Il nome generico Sarahsaurus è in onore di Sarah Butler, mentre l'epiteto specifico, aurifontanalis, deriva da due parole latine, aurum ("oro") e fontanalis ("della sorgente"), con riferimento alla località di Gold Spring ("Sorgente d'oro") nei pressi della quale sono stati ritrovati i fossili.